# Canthon fallax
Canthon fallax là một loài bọ cánh cứng trong họ Bọ hung (Scarabaeidae).